# IC 299
IC 299 је елиптична галаксија у сазвјежђу Еридан која се налази на листи објеката дубоког неба у Индекс каталогу.
Деклинација објекта је - 13° 6' 33" а ректасцензија 3h 11m 2,5s. Привидна величина (магнитуда) објекта IC 299 износи 14,8 а фотографска магнитуда 15,8. IC 299 је још познат и под ознакама NPM1G -13.0125, PGC 942795.